# Microbiota decussata
Microbiota es un género monotípico de coníferas arbustivas y siempreverdes de la familia del ciprés (Cupressaceae), su única especie, Microbiota decussata, es originaria de Rusia. 

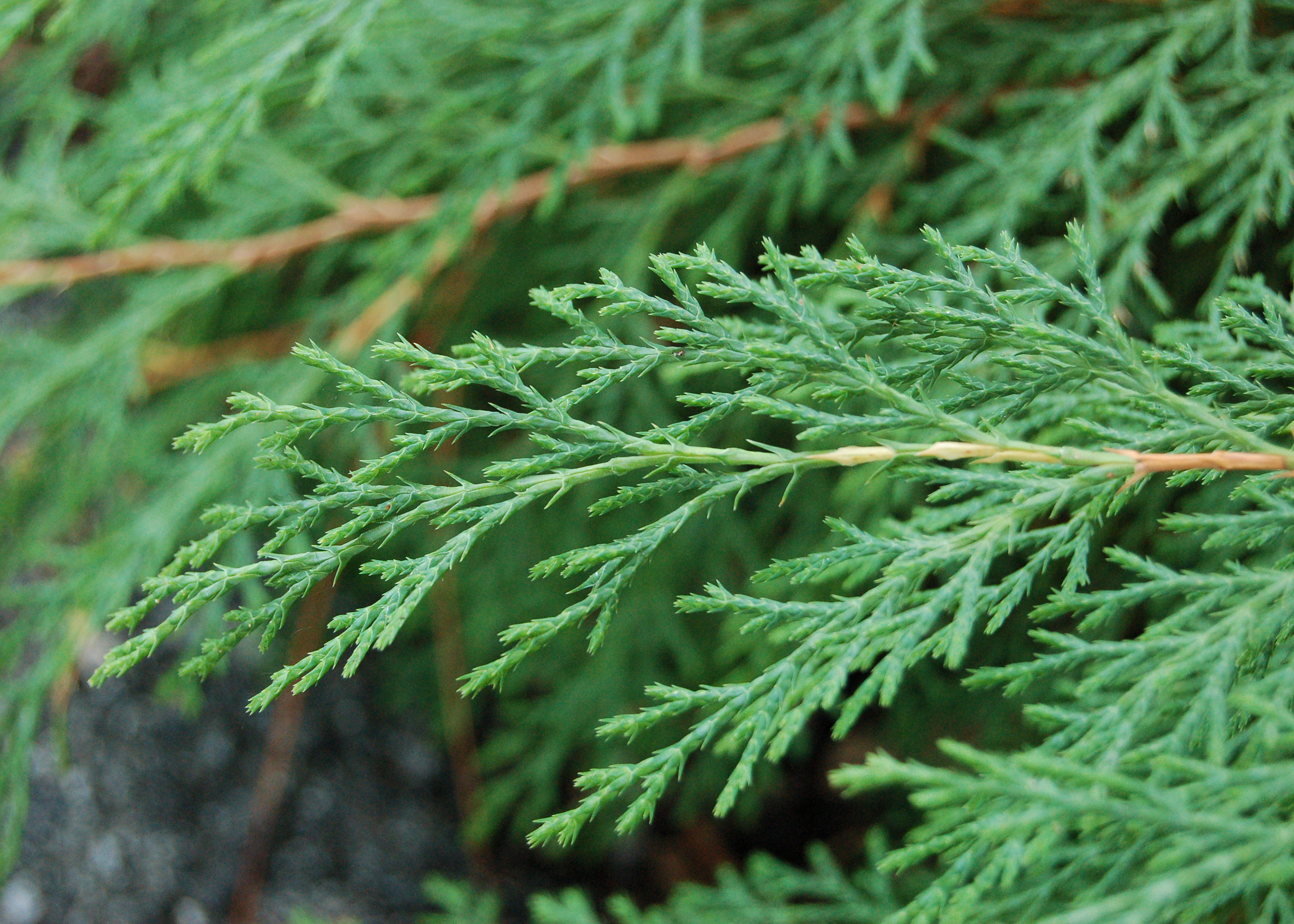

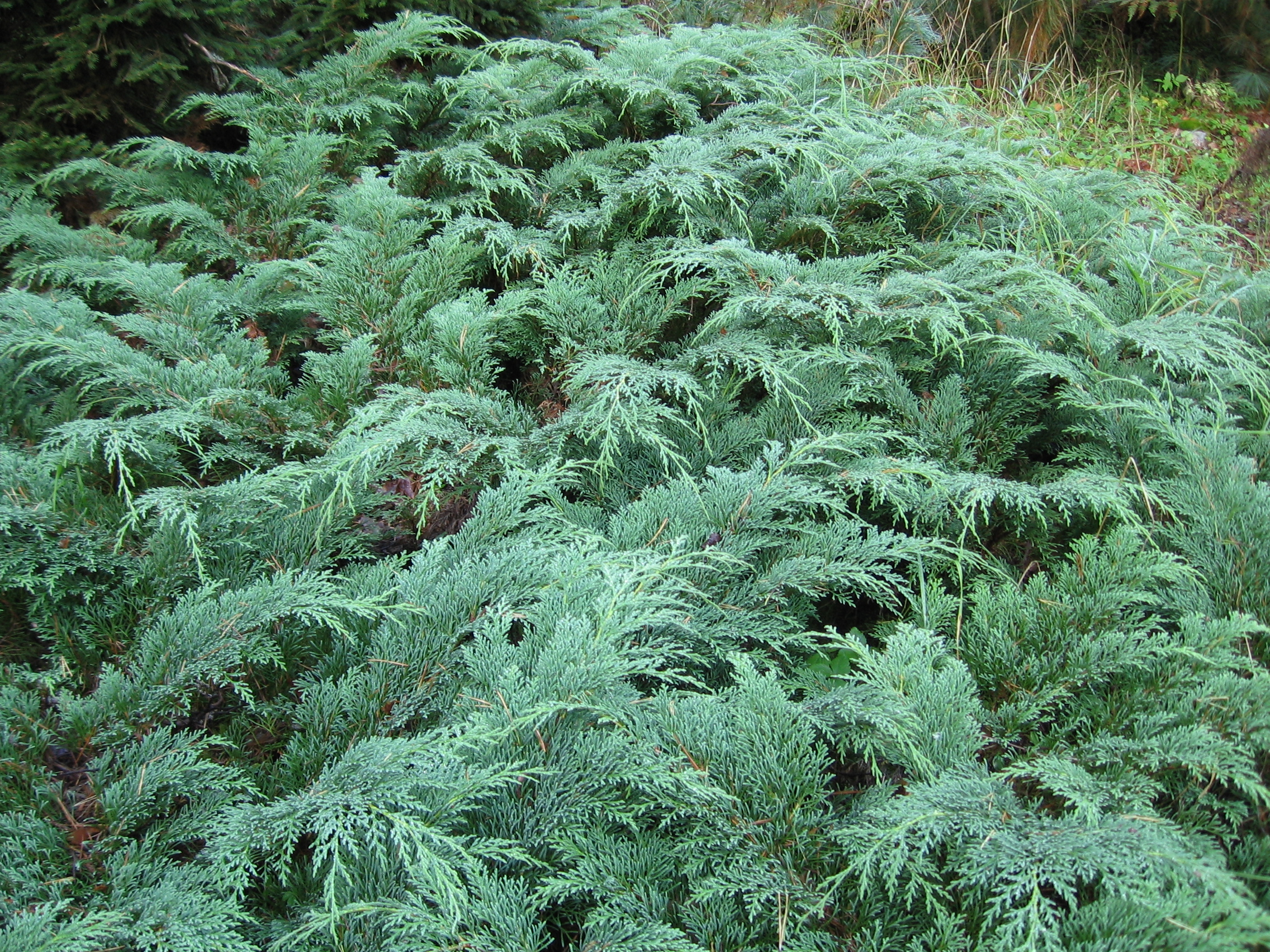
Vista de la planta

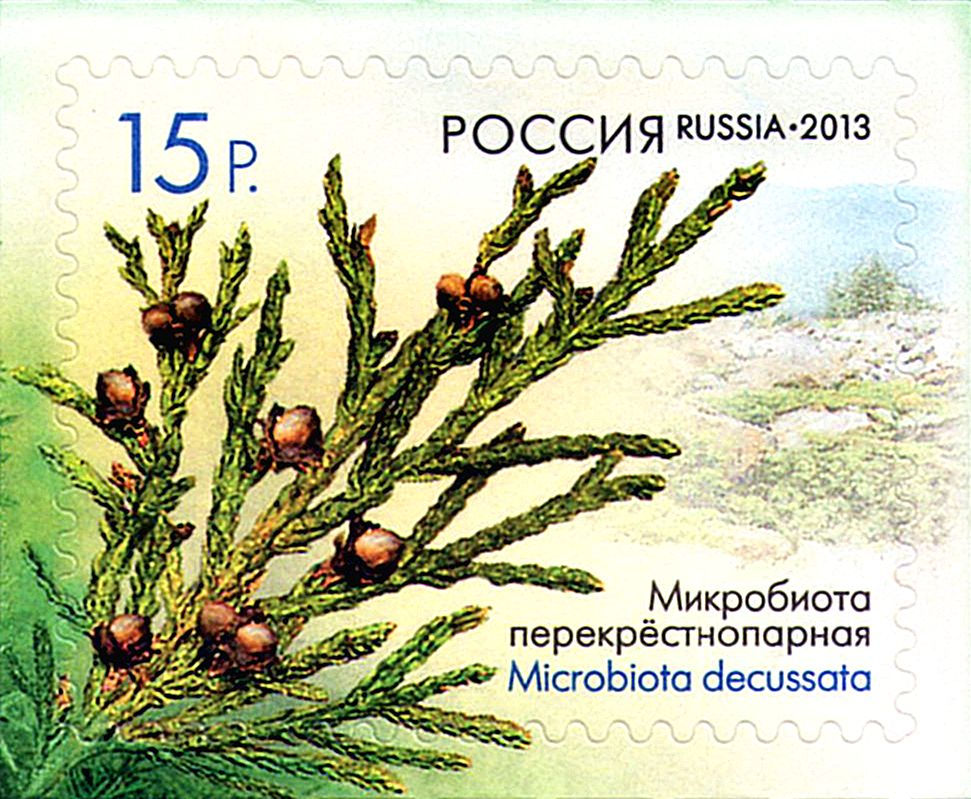
Sello postal de Rusia

## Descripción
Aunque generalmente aceptado como un género distinto, se ha sugerido que Microbiota podría incluirse en el género estrechamente vinculado Platycladus, pero no está consensuado. Otro estrecho parentesco hay con los géneros Juniperus y Cupressus.
Es un arbusto pequeño, de lento crecimiento, de 2-5 dm de altura y 2-5 m de apertura. El follaje se forma de chatas ramitas con hojas escamosas de 2-4 mm de longitud Los conos son muy pequeños, de 2-3 mm de longitud, verdes pasando al madurar a pardos en cerca de 8 meses de la polinización, y con 4 escamas arregladas en dos pares opuestos. Las semillas tienen 2 mm de longitud, sin alas; hay usualmente solo una semilla en cada cono, raramente dos.

## Distribución
Es nativa de una limitada área de las montañas Sijoté-Alín en el krai de Primorie en el lejano este de Rusia. Fue descubierta en 1923 pero sus políticas secretas en la ex Unión Soviética impidieron cualquier conocimiento de su existencia por 50 años. Nunca tuvo un nombre común fuera del ruso, aunque se ha propuesto ciprés siberiano.

## Ecología
Se produce a una altitud de 30 a 1.400 m en sitios bien drenados y es muy resistente al frío, soportando temperaturas de hasta -40 °. Encontrada tanto dentro de los bosques montanos y la zona alpina, y pueden cubrir áreas sustanciales como la cobertura del suelo de las plantas más o menos contiguas. Especies del dosel del bosque comunes incluyen a:  Abies nephrolepis, Picea jezoensis, Pinus koraiensis, Acer ukurunduense, Alnus maximoviczii, Betula ermanii y Sorbus amurensis. En zonas de alta montaña o en talud a menudo crece con Juniperus sabina var. davurica, Pinus pumila o Rhododendron mucronulatum.

## Usos
Crece como planta ornamental para cubrir pisos, valorada por su considerable tolerancia al frío invernal.

## Taxonomía
Microbiota decussata fue descrita por Vladimir Leontjevich Komarov y publicado en Botanicheskie Materialy Gerbariya Glavnogo Botanicheskogo Sada RSFSR 4: 180. 1923.
Etimología
Microbiota:  nombre genérico que se refiere al tamaño diminuto de la planta.
decussata: epíteto latíno que puede referirse al follaje decusado o la disposición de las escamas de semillas en el cono femenino.